# Contre-la-montre cycliste
Pour les articles homonymes, voir CLM.
 (juillet 2010).
Si vous disposez d'ouvrages ou d'articles de référence ou si vous connaissez des sites web de qualité traitant du thème abordé ici, merci de compléter l'article en donnant les références utiles à sa vérifiabilité et en les liant à la section « Notes et références ».

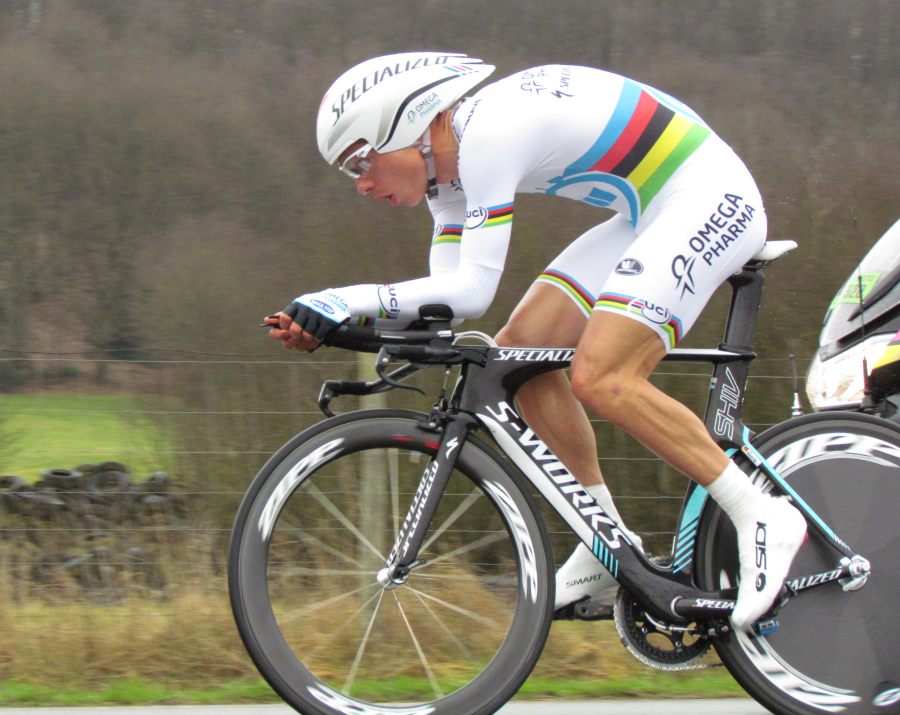
Tony Martin, champion du monde 2011, 2012, 2013 et 2016

Le contre-la-montre cycliste est le format le plus connu d'une épreuve de contre-la-montre réalisée en cyclisme.

## Principe

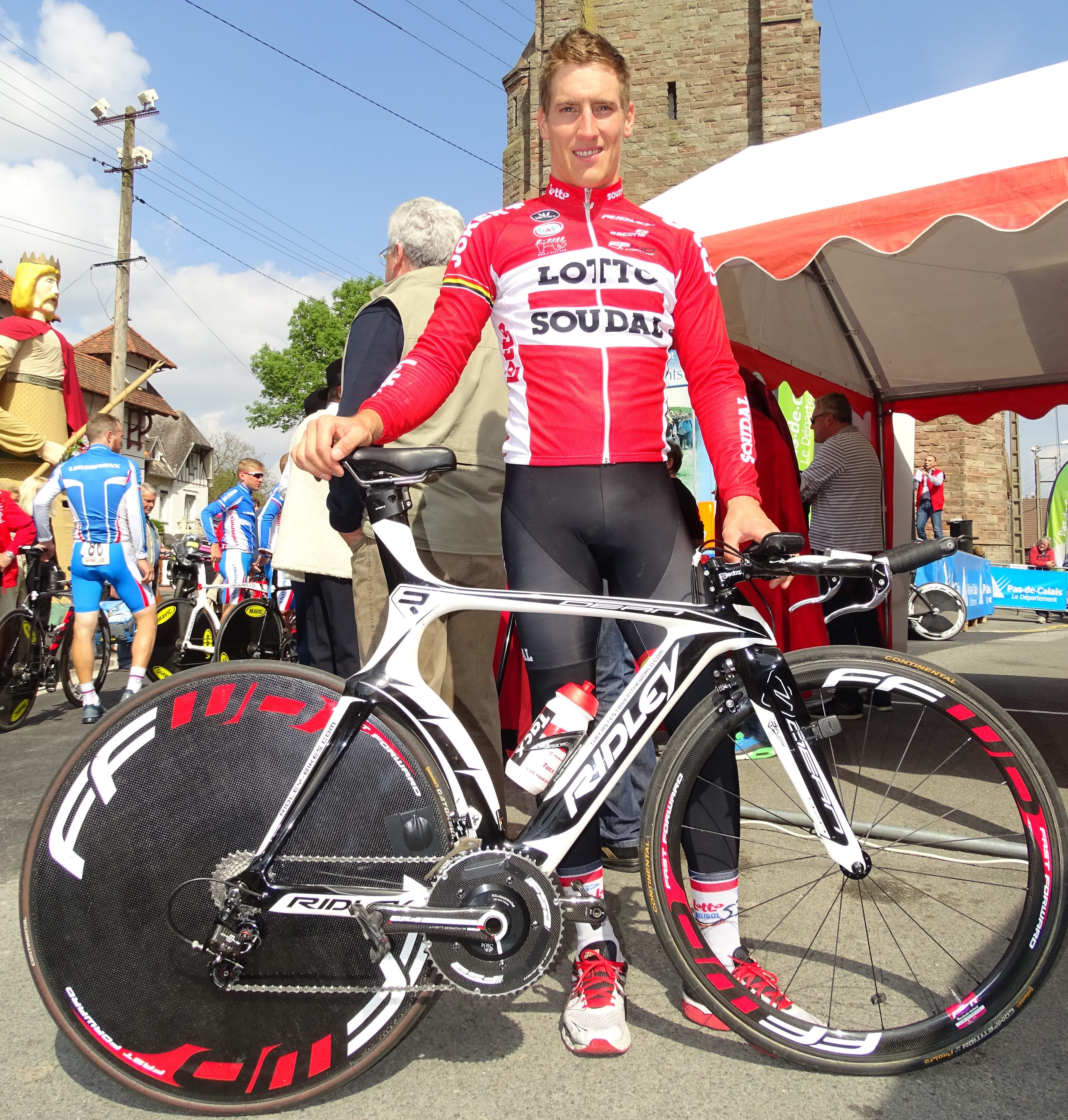
Maarten Craeghs (Lotto-Soudal U23) et son vélo lors du départ du contre-la-montre par équipes de la 1re étape du Paris-Arras Tour 2015 à Vitry-en-Artois.

Un contre-la-montre cycliste peut être une épreuve individuelle ou par équipes, organisée en tant que telle ou au sein d'une course à étapes. Une variante, réalisée deux par deux, est appelée gentlemen.
En se déplaçant, un coureur cycliste se retrouve fréquemment à rouler contre le vent, c'est-à-dire à rouler dans une direction où le vent est de sens contraire au déplacement. Le fait de rouler en groupe, ou peloton, permet aux coureurs de s'abriter du vent les uns derrière les autres à tour de rôle. Un coureur bien abrité derrière un autre dépense environ un tiers d'énergie en moins que s'il était seul à rouler.
La position du coureur sur son vélo est aussi un facteur important, il s'agit d'avoir la meilleure pénétration dans l'air possible. La position standard actuelle (après le changement de règlement de 1997) est une posture où le coureur a le buste allongé sur son vélo, les bras fléchis et les coudes en appui sur un appendice ajouté au guidon, nommé prolongateur. 
Le règlement UCI impose des cotes standardisées qui sont : 
1. Élément une distance minimum (prise à l'horizontale) de 50 mm entre l'axe de pédalier et le bec de selle ;
2. Élément une distance maximum (prise à l'horizontale) de 750 mm entre l'axe de pédalier et le bout du prolongateur (hors système de changement de vitesse).

Outre les capacités physiques, la réussite d'une épreuve de contre-la-montre réside dans son approche tant au cours de l'échauffement spécifique que dans la concentration mentale nécessaire à la performance.
Le contre-la-montre individuel est une course particulière dans le sens où le coureur ne peut pas compter sur d'autres coureurs pour s'abriter. Il n'a aucune référence de performance à part sa propre sensation et les éventuels résultats chronographiques des concurrents précédents, ce qui l'oblige à fournir un effort maximal pendant toute la durée de l'épreuve. De plus, il est interdit à un coureur de profiter d'un véhicule accompagnateur ou d'un autre concurrent retardé sous peine de disqualification. La partie cycliste d'un triathlon se rapproche du contre-la-montre, en particulier de par le matériel employé, bien que les règles diffèrent légèrement — se mettre dans la roue d'un concurrent est notamment autorisé sur de courtes distances.

## Variantes

### Variantes individuelles

#### Contre-la-montre individuel
Un contre-la-montre individuel peut-être disputé en tant qu'épreuve à part entière, comme ce fut le cas du Grand Prix des Nations de 1932 à 2004, ou comme une étape au cours d'une course à étapes comme le Tour de France ou le Tour d'Espagne.
Les courses à étapes débutent fréquemment par un prologue, contre-la-montre disputé sur une courte distance. Il permet de dresser un premier classement général et donc d'attribuer d'éventuels maillots distinctifs. Le premier contre-la-montre organisé au cours du Tour de France remonte à 1934. L'épreuve comporte généralement un prologue et deux contre-la-montre sur longue distance.
Il existe une épreuve de contre-la-montre en championnat du monde de cyclisme sur route depuis 1994, et aux Jeux olympiques depuis 1996. Auparavant, le Grand Prix des Nations tenait lieu de championnat du monde de manière inofficielle. 

##### Contre-la-montre en côte

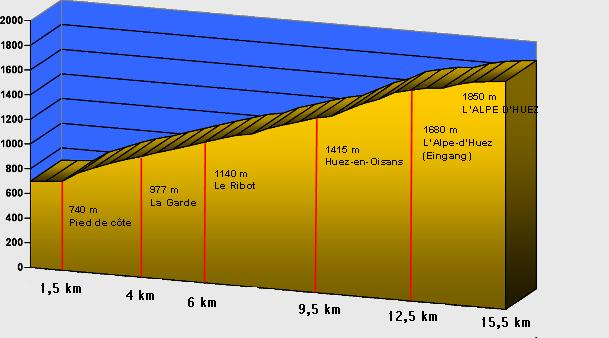
Profil du contre-la-montre en côte de la 16e étape du Tour de France 2004.

Le contre-la-montre en côte se dit d'une épreuve de contre-la-montre individuel s'effectuant sur une unique montée. Comme la montée du mont Ventoux sur le Tour de France 1987, de Chamrousse sur le Tour de France 2001, de L'Alpe d'Huez sur le Tour de France 2004, de Ville de Saint-Marin sur le Tour d'Italie 2019.

#### Record sur une heure
Le record de l'heure est une variante du contre-la-montre individuel sur piste, consistant à parcourir la plus grande distance possible en une heure.

#### Épreuves sur piste
Il existe des épreuves contre-la-montre sur piste, telles que le kilomètre pour les hommes ou le 500 mètres pour les femmes.

### Variantes par équipes

#### Contre-la-montre par équipes

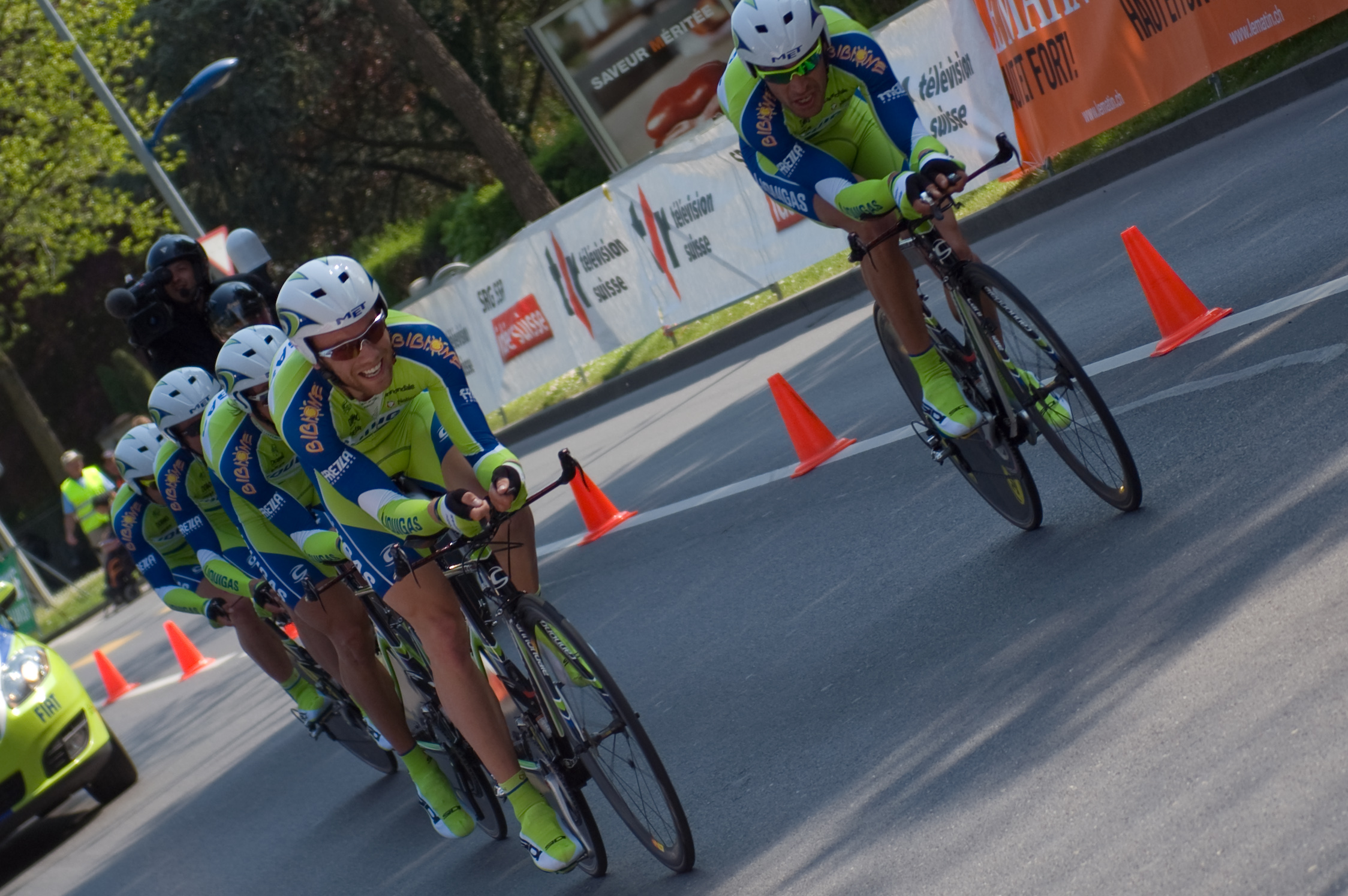
Contre-la-montre par équipes lors du Tour de Romandie 2009.

Le contre-la-montre par équipes s'effectue par équipes, le temps étant pris sur l'un des coureurs. Chez les professionnels, le plus souvent, il se court par équipes de sept ou huit coureurs, le temps final étant pris sur le 5e à franchir la ligne d'arrivée. Les coureurs sont autorisés à prendre des relais au sein d'une même équipe. Un cycliste de petit gabarit ne sera en principe pas placé de façon à protéger un coureur costaud, puisque cela ne servirait à rien.
En 1927 et 1928, toutes les étapes de plaine du Tour de France furent disputées en contre-la-montre par équipes (le temps de chaque coureur était cependant pris individuellement). Henri Desgrange renoncera car l'épreuve favorisait trop les équipes les plus fortes, notamment Alcyon et son leader Nicolas Frantz, vainqueur de ces deux éditions.
Bien plus tard, dans les années 1970, l'épreuve deviendra un classique du Tour de France. Au cours des années 1990, le contre-la-montre par équipes est à nouveau accusé de défavoriser les équipes faibles. Il est ainsi parfois abandonné lors de certaines éditions, puis réintroduit pour le spectacle (ex. : en 1999 et en 2009). Le règlement a subi diverses modifications pour que les retards soient plafonnés lors de leur report au classement général. En 1993, les retards étaient plafonnés à 5 minutes. Dans les années 2000, le plafond dépend du classement de l'équipe : l'équipe classée deuxième se voit alors imputer un maximum de 30 secondes sur la première, puis 20 secondes pour les suivantes. Les cinq premiers coureurs de chaque équipe reçoivent le temps du cinquième, les suivants leur temps effectif.
Les Jeux olympiques comptèrent une telle épreuve de 1960 à 1992, sur une distance de 100 km, avant d'être remplacée par le contre-la-montre individuel.
L'épreuve de poursuite par équipes sur piste est également un contre-la-montre par équipes de quatre coureurs, le temps étant pris sur le troisième.

#### Course de gentlemen
La course de gentlemen s'effectue à deux, un jeune coureur (le lanceur) et un plus âgé (le gentleman). Le temps final est pris sur le coureur le plus âgé. Un classement en temps compensé est calculé de manière à ne pas défavoriser les coureurs les plus âgés.

## Matériel

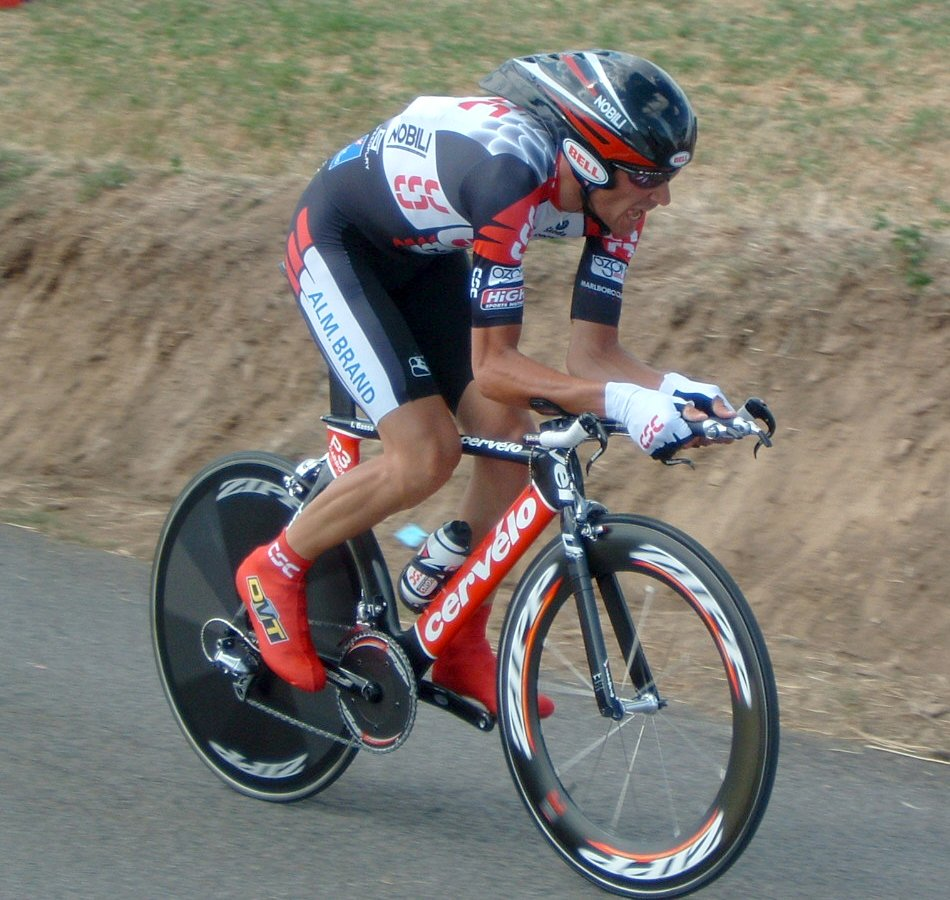
Matériel de contre-la-montre : guidon avec prolongateur, roue lenticulaire, casque profilé.

Le matériel employé en contre-la-montre privilégie exclusivement l'aérodynamisme et le rendement au détriment du confort indispensable aux épreuves plus longues. La selle est positionnée nettement plus haute que le guidon, qui est doté d'un prolongateur où le cycliste pose ses avant-bras. Les roues sont à profil haut et comptent peu de rayons. Elles sont lestées, la roue arrière pouvant être pleine, pour stocker davantage d'énergie cinétique. Le cadre est lui aussi profilé. Le vélo est donc sensiblement plus lourd qu'un vélo de route, ce qui serait un désavantage en montagne.
Le casque, sans aération, est également profilé. Les vêtements sont coupés au plus près du corps et les chaussures peuvent être recouvertes de housses visant à optimiser la pénétration dans l'air.

## Physique
Le contre-la-montre est une épreuve exigeante privilégiant les coureurs puissants, contrairement à la montagne. Une corpulence massive est un net désavantage en côte, mais permet sur le plat de vaincre la résistance de l'air, procure une stabilité à l'ensemble vélo-coureur ainsi que de l'inertie une fois la machine lancée. Une cage thoracique puissante permet en outre une meilleure alimentation en oxygène dans une position où la respiration est moins aisée que sur un vélo de route classique.

## Spécialistes célèbres du contre-la-montre
Hommes
- Jacques Anquetil : recordman de l'heure, 9 Grands Prix des Nations (record), 11 contre-la-montre sur le Tour de France
- Bernard Hinault : 5 Grands Prix des Nations, 19 contre-la-montre sur le Tour de France (record)
- Eddy Merckx : recordman de l'heure, 1 Grand Prix des Nations, 16 contre-la-montre sur le Tour de France
- Fausto Coppi : recordman de l'heure, 2 Grands Prix des Nations, 3 contre-la-montre sur le Tour de France
- Miguel Indurain : champion olympique et du monde du contre-la-montre, 10 contre-la-montre sur le Tour de France
- Fabian Cancellara : double champion olympique du contre-la-montre, 4 championnats du monde du contre-la-montre, 10 contre-la-montre sur les Grands Tours (7 sur le Tour de France et trois sur le Tour d'Espagne)
- Bradley Wiggins : recordman de l'heure, champion olympique et du monde du contre-la-montre, 2 contre-la-montre sur le Tour de France
- Viatcheslav Ekimov : double champion olympique du contre-la-montre
- Tony Martin : 4 championnats du monde du contre-la-montre, cinq contre-la-montre sur les Grands Tour (3 sur le Tour de France et 2 sur le Tour d'Espagne)
- Michael Rogers : 3 championnats du monde du contre-la-montre
- Jan Ullrich : 2 championnats du monde du contre-la-montre, 1 Grand Prix des Nations, 5 contre-la-montre sur le Tour de France
- Chris Boardman : recordman de l'heure, champion du monde du contre-la-montre, 1 Grand Prix des Nations, 3 contre-la-montre sur le Tour de France
- Tom Dumoulin : 1 championnat du monde du contre-la-montre, des contre-la-montre sur les trois Grands Tours (trois sur le Tour d'Italie, deux sur le Tour de France et un sur le Tour d'Espagne).

Femmes
- Kristin Armstrong : double championne olympique du contre-la-montre et double championne du monde du contre-la-montre
- Jeannie Longo : quadruple championne du monde du contre-la-montre